# Draci Brno
Il Draci Brno è una squadra di baseball ceca con sede a Brno. È la società più titolata del proprio Paese in tale disciplina.

## Storia
Il club ha avuto origine nel 1972, e nel corso degli anni ha adottato le denominazioni VŠTJ VŠZ Brno e VSK Draci MZLU Brno, fino ad arrivare all'attuale SK Draci Brno.
I "draghi" (questo il significato della parola "draci" in lingua locale) conquistarono il primo titolo nazionale della loro storia nel 1995. Da quell'anno fino ad arrivare al campionato 2010, il Draci vinse sempre lo scudetto, collezionandone 16 consecutivi. A spezzare l'egemonia fu nel 2011 un'altra squadra della città di Brno, il Technika, ma nei tre anni successivi il Draci ottenne altrettanti successi. Dopo aver perso la finale del 2015 con il Kotlarka di Praga, vinse il titolo nel 2016 e nel 2017. Nel 2018 dovette arrendersi agli Arrows Ostrava, che però i draghi sconfissero in finale nel 2020.
In campo europeo, la squadra ha raggiunto il terzo posto in Coppa dei Campioni nelle edizioni 1998 e 2004. Nel 2017 ha vinto la Coppa CEB e pertanto ha ottenuto il diritto di partecipare all'European Champions Cup 2018. Nel 2021 ripete il successo in Coppa CEB ed assicura alla Repubblica Ceca un altro posto nella Champions Cup, mentre in Extraliga cede 3-1 in finale contro Ostrava. Ritorna campione della Cechia nel 2022, grazie alla vittoria per 4-2 nella serie finale contro i concittadini degli Ĥrosi Brno.

## Impianti di gioco
A partire dal 2007 i bianconeri disputano le proprie partite interne presso il Městský baseballový stadion, talvolta ribattezzato AVG Aréna per motivi di sponsorizzazione. Prima di quest'annata, il campo da gioco era lo Zamilovaný hájek.

## Palmarès
- Campionati cechi: 24

1995, 1996, 1997, 1998, 1999, 2000, 2001, 2002, 2003, 2004, 2005, 2006, 2007, 2008, 2009, 2010, 2012, 2013, 2014, 2016, 2017, 2020, 2022, 2023
- Coppe della Repubblica Ceca: 18

1995, 1996, 1997, 1998, 2000, 2002, 2003, 2006, 2007, 2008, 2009, 2010, 2011, 2012, 2013, 2017, 2018, 2019
- Coppa CEB: 2

2017, 2021
- Federations Cup: 1

2016